# Prix Gai-Brillant
Le prix Gai-Brillant est une course hippique de trot monté se déroulant au mois d'avril sur l'hippodrome de Vincennes.
C'est une course de Groupe II réservée aux poulains mâles de 3 ans, hongres exclus, ayant gagné au moins 10 000 € (conditions en 2025). Son équivalent pour les femelles est le Prix Hémine, disputé le même jour, course mixte avant la création du prix Gai-Brillant.
Elle se court sur la distance de 2 175 mètres (grande piste, 2 700 mètres en 2022 et 2023), départ volté, pour une allocation qui s'élève à 120 000 €, dont 54 000 € pour le vainqueur.
Créée en 2022, la course honore Gai Brillant, champion de la fin des années 1990 au trot monté.

## Palmarès
| Année | Cheval           | Père               | Jockey             | Entraîneur            | Réd.km |
| ----- | ---------------- | ------------------ | ------------------ | --------------------- | ------ |
| 2025  | Météore de Simm  | Boccador de Simm   | Mathieu Mottier    | Mathieu Mottier       | 1'14"4 |
| 2024  | Lutin des Bordes | Bilibili           | Anthony Barrier    | Jean-Philippe Monclin | 1'13"1 |
| 2023  | Kyt Kat          | Booster Winner     | Mathieu Mottier    | Thomas Levesque       | 1'15"2 |
| 2022  | Jubilé Prior     | Prince de Montfort | Aurélien Desmarres | Sylvain Desmarres     | 1'15"1 |